# Adolf Beltran i Ibáñez
Adolf Beltran i Ibáñez (Calamocha, província de Terol, 1860 - València, 1929) fou un polític valencià, diputat a les Corts durant la restauració borbònica.

## Biografia
Pertanyia a una família de vinyaters acomodats que s'establiren a València, i començà la carrera de dret, però no la va acabar. De jove es va afiliar a Fusió Republicana, però després s'afilià al Partit d'Unió Republicana Autonomista de Vicente Blasco Ibáñez, de qui en fou mecenes, tot i que després s'apropà al Partit Republicà Possibilista.
Fou un dels fundadors de l'Ateneu Mercantil de València el 1879, i aconseguí que l'inaugurés Emilio Castelar. Després fou escollit regidor i cap del grup republicà de l'ajuntament de València, president de la Cambra de Comerç de València i diputat pel districte de Sueca a les eleccions generals espanyoles de 1907, 1920 i 1923 amb el Partit d'Unió Republicana Autonomista. Quan Fèlix Azzati i Descalci es va fer cap del partit fou president de l'Ateneu Mercantil de València. També va participar amb Joaquín Costa Martínez en l'Assemblea Republicana de Saragossa.
Fou empresonat per donar veu als maltractaments infligits als detinguts pels fets de Cullera, acusats de la mort del jutge de Sueca Jacobo López de Rueda.
Després de morir a València, va demanar que l'enterressin a Calamocha.